# Фелікс Стшелецький
Фе́лікс Ю́зеф Стшеле́цький (пол. Feliks Józef Strzelecki; 1 червня 1823, Ґолешув — 9 вересня 1883, Львів) — польський фізик, професор, ректор Львівської політехніки, громадський діяч.
Фелікс Стшелецький народився 1 червня 1823 року в Ґолешуві (Сілезьке воєводство, Польща) у сім'ї Казимира і Маріанни Стшелецьких.

## Освіта й професійна діяльність

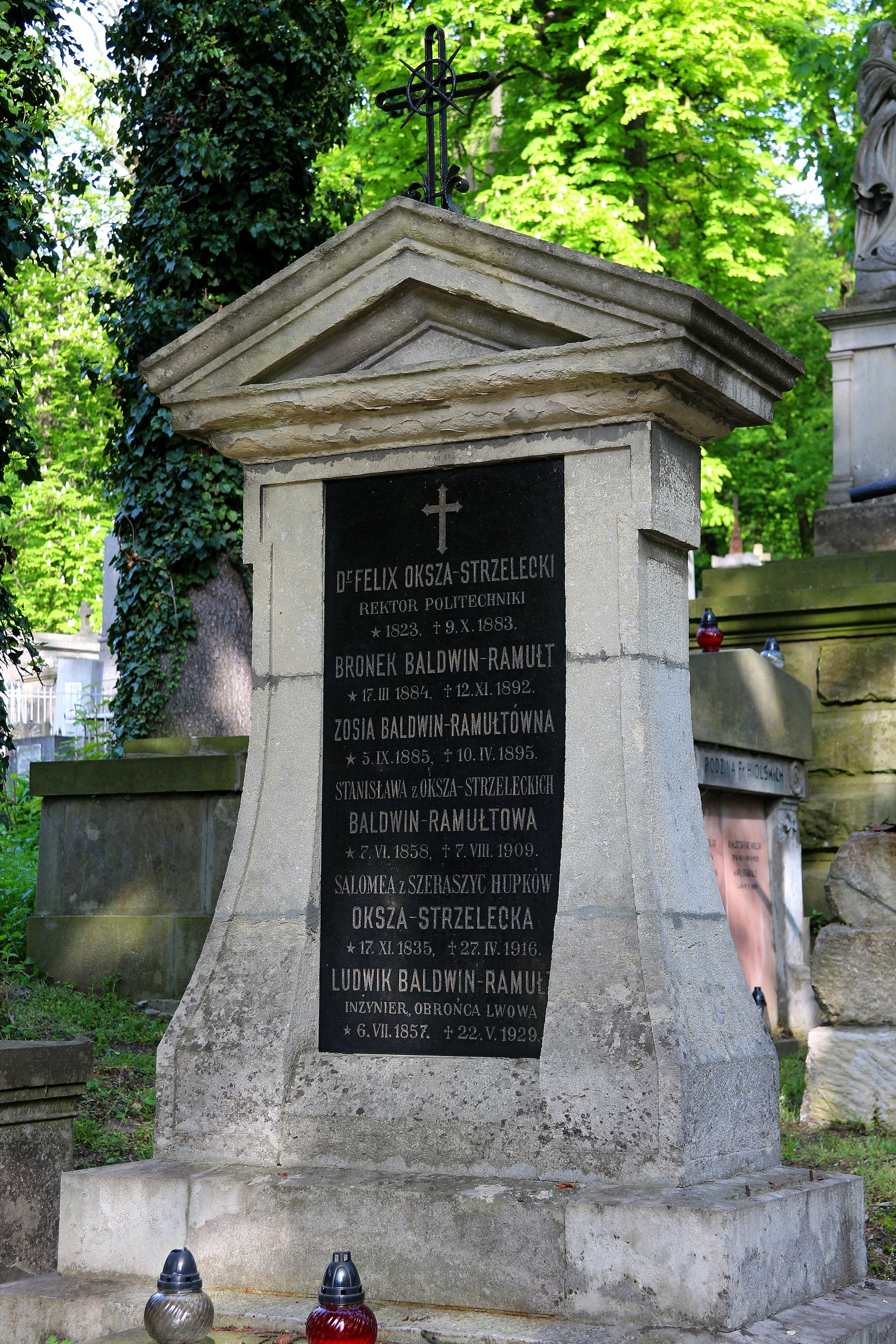
Гробівець родини Стжелецьких і Рамултів на Личаківському цвинтарі

1842 року закінчив середню школу в Тарнові. Студіював право у 1842—1843 рр., а згодом у 1843—1848 рр. — фізику та математику у Віденському університеті. 1849 року здобув ступінь доктора філософії з фізики у Львівському університеті.
Працював учителем фізики у ІІ гімназії імені Франца Йосифа І у Львові (1849—1856). Згодом з 1856 року став професором Цісарсько-королівської технічної академії у Львові, де невдовзі очолив кафедру загальної та технічної фізики, читав лекції з експериментальної фізики. У науковій діяльності займався проблемами оптики й основ термодинаміки. У цей час опублікував роботу «Фізичні дослідження» (1861), яка відображала розвиток тодішніх експериментальних досліджень у галузі теплознавства, видав підручник «Лекції з фізики» (1865) і монографію «Теорія кривих коливань на основі двох елементарних коливань» (1867). Також досліджував фізичні властивості повітря у Львівській окрузі та опублікував роботу про чистоту повітря, яка містила елементи науки про охорону навколишнього середовища.
У вересні 1871 р. обійняв посаду директора Цісарсько-королівської технічної академії у Львові. 12 листопада 1871 р. імператор Франц Йосиф І підписав декрет, який дозволив академії обирати ректора. Завдяки цьому нововведенню технічна академія підвищила свій статус — отримала права вищого закладу освіти. Новим статутом визначалося, що академією керує колегія професорів на чолі з ректором. Ректора терміном на один рік обирала зі свого складу колегія професорів, а затверджувало — міністерство освіти. Фелікс Стжелецький був обраний першим ректором Цісарсько-королівської технічної академії у Львові на 1872/73 і 1873/74 н. рр. Як ректор сприяв розвитку та модернізації академії. За період його керівництва в академії було утворено вісім нових кафедр, реалізовано три напрямки навчання (інженерія, архітектура та технічна хімія). Добився зрівняння зарплатні працівників академії із зарплатнею викладачів університету, що сприяло піднесенню престижу закладу освіти.
Після реорганізації академії у Цісарсько-королівську Вищу політехнічну школу упродовж 1878–80 рр. Фелікс Стжелецький був деканом будівельного відділу.
З 1867 р. член Наукового товариства у Кракові. З 1873 р. — дійсний член математично-природничого відділу Академії наук в Кракові. Був членом-кореспондентом Академії наук в Парижі.
У зв'язку із хворобою у 1882 р. був змушений залишити працю у вищій технічній школі у Львові та вийти на пенсію. На знак подяки за довголітню працю йому присвоєно довічний професорський оклад і почесне звання придворного радника.

## Громадська діяльність
Фелікс Стшелецький брав активну участь у суспільно-політичному житті Львова та Галичини, зокрема був депутатом міської ради Львова, де керував відділом з питань освіти та виховання. Був куратором студентського Товариства братньої допомоги (1867—1882), сприяв викладанню природознавства в галицьких гімназіях та створенню жіночих педагогічних курсів у Львові. Член і діяч Педагогічного товариства у Львові, його віце-голова (1869—1870) і голова (1870—1872). Діяч Галицького господарського товариства.

## Родина
Був одружений з Саломеєю з родини Гупків. Мали доньку Станіславу-Стефанію (1858—1909).
Помер 9 вересня 1883 року у Львові, похований на Личаківському цвинтарі.